# Айтуган (Альшеевский район)
Айтуга́н (баш. Айтуған) — деревня в Гайниямакском сельсовете Альшеевский район Республики Башкортостан России.
Находится на правом берегу реки Дёмы.

## История
Статус деревня посёлок приобрёл согласно Закону Республики Башкортостан от 20 июля 2005 года N 211-з «О внесении изменений в административно-территориальное устройство Республики Башкортостан в связи с образованием, объединением, упразднением и изменением статуса населенных пунктов, переносом административных центров», ст.1

6. Изменить статус следующих населенных пунктов, установив тип поселения — деревня:

…

2) в Альшеевском районе:

д) поселка Айтуган Гайниямакского сельсовета

## Население
| 2002 | 2009 | 2010 |
| ---- | ---- | ---- |
| 19   | ↘15  | ↗16  |

Национальный состав
Согласно переписи 2002 года, преобладающие национальности — татары (63 %), башкиры (32 %).

## Географическое положение
Расстояние до:
- районного центра (Раевский): 58 км,
- центра сельсовета (Гайниямак): 3 км,
- ближайшей железнодорожной станции (Аксёново): 23 км.

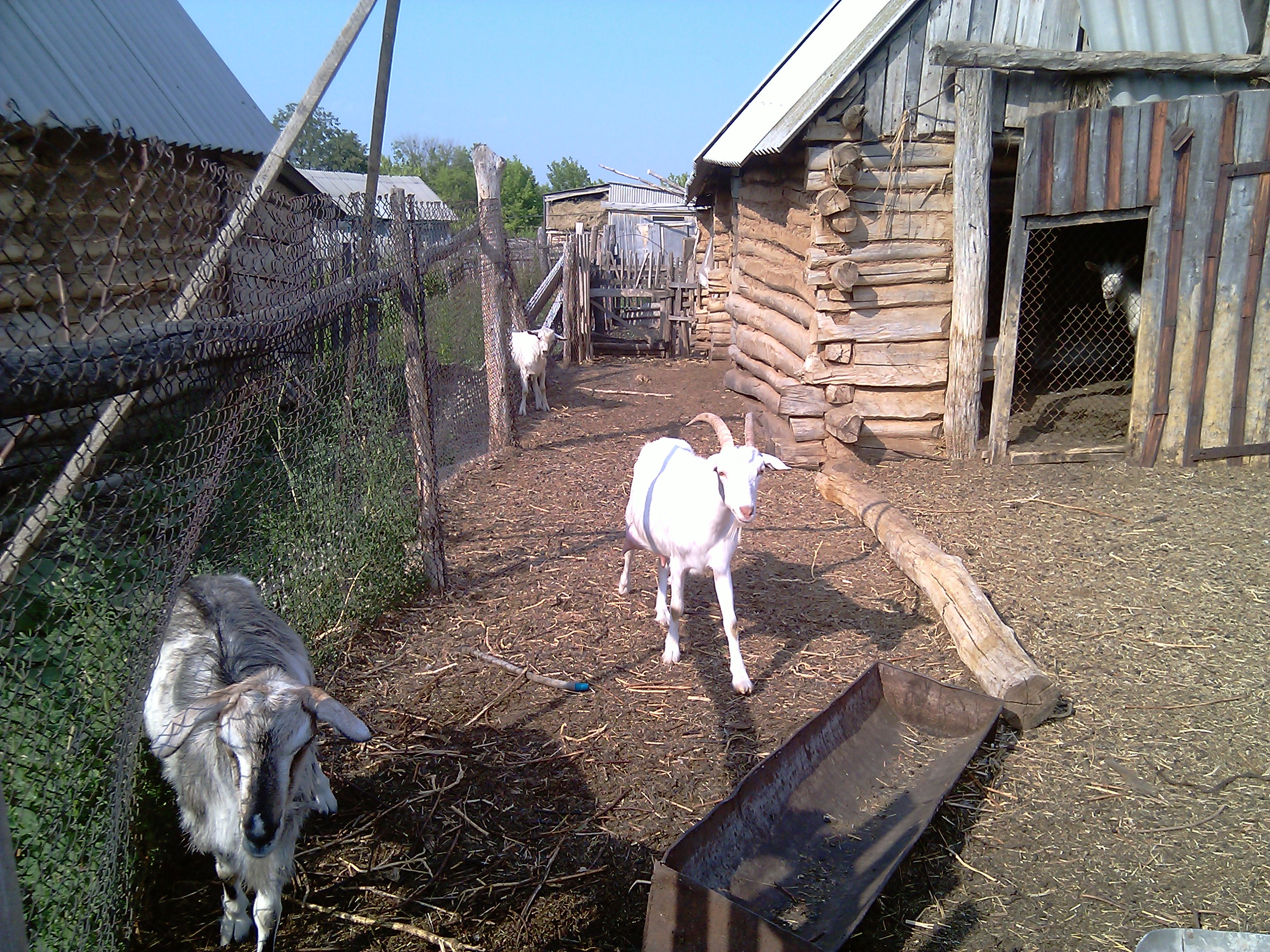
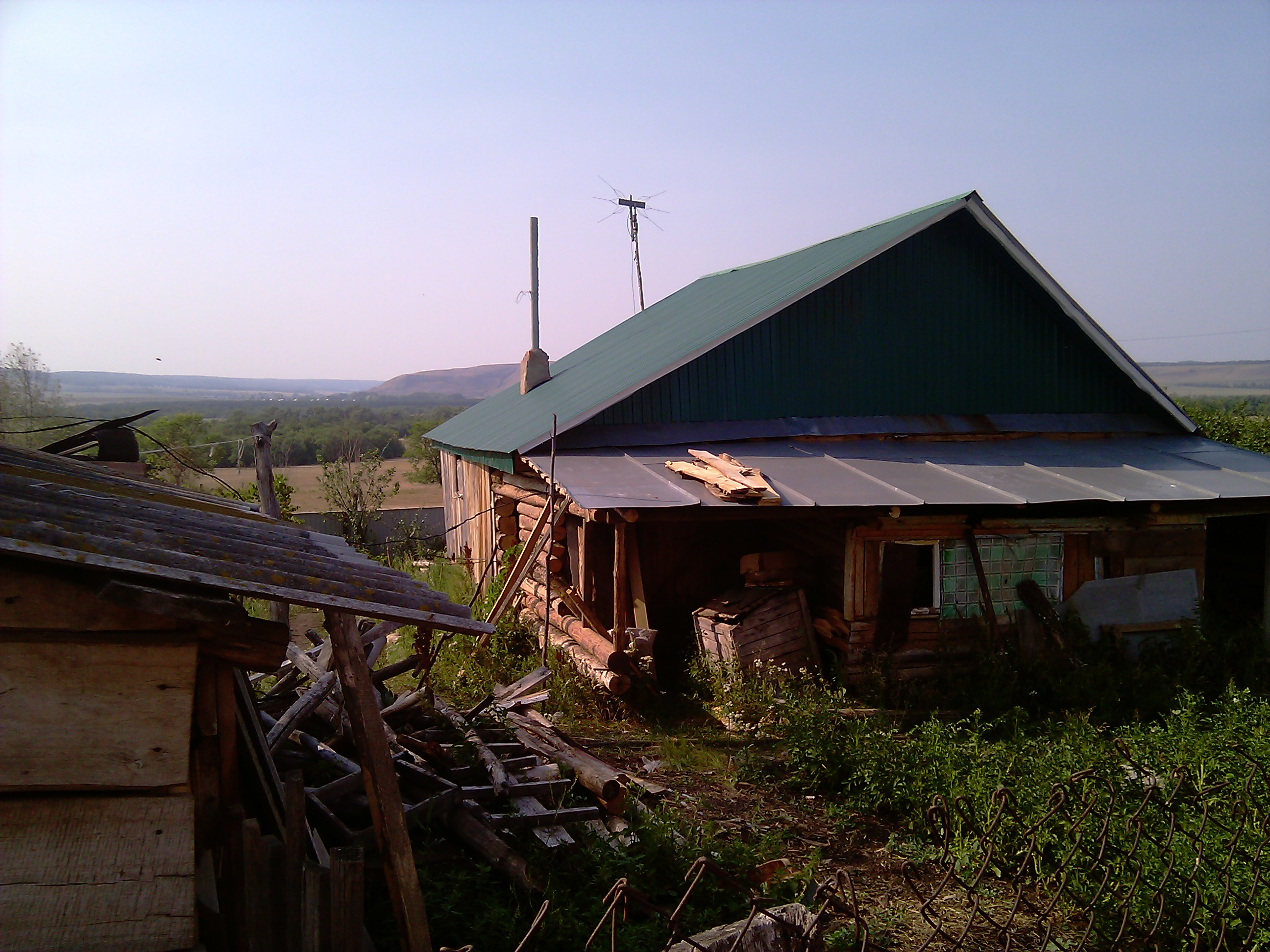
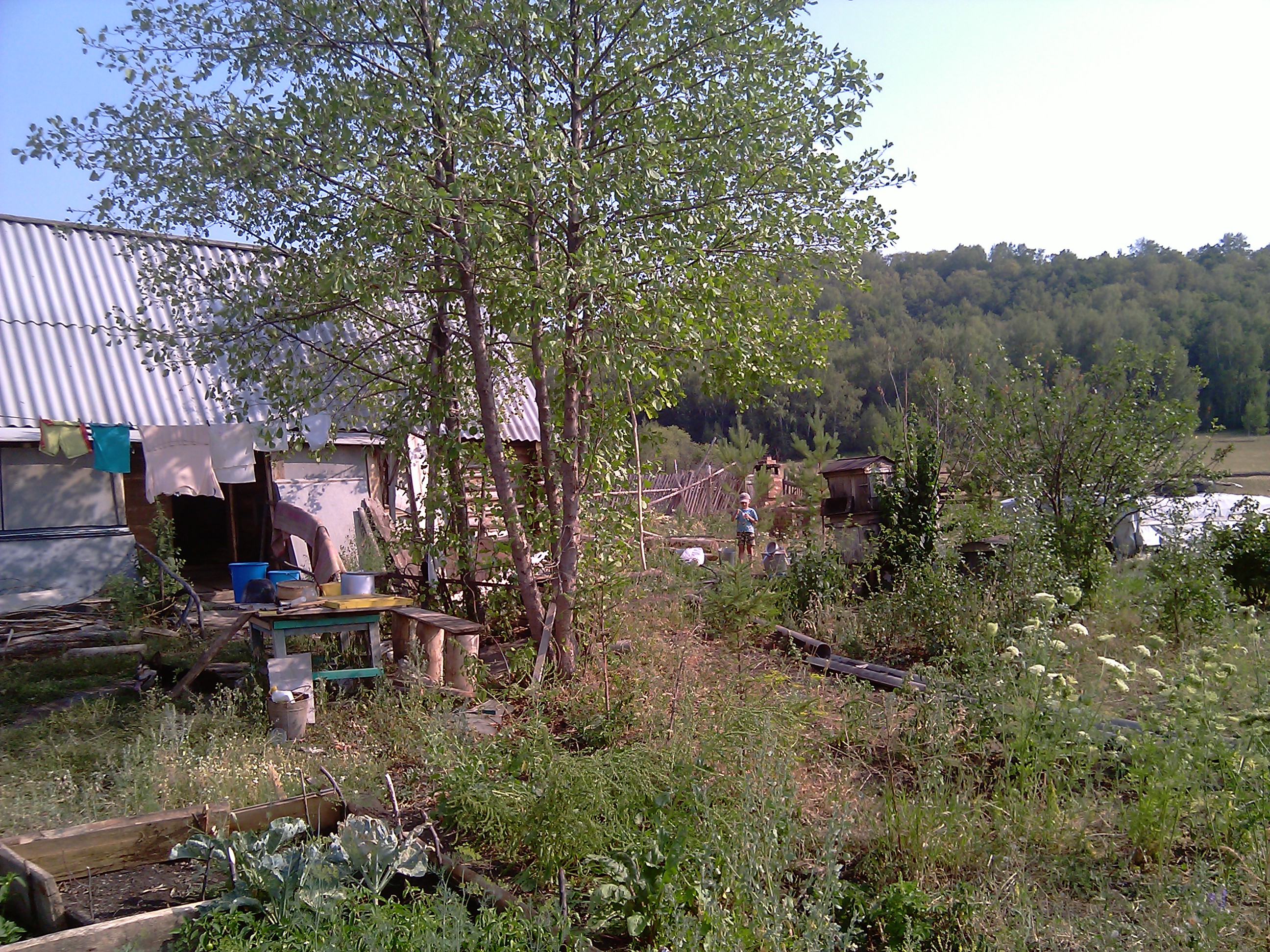
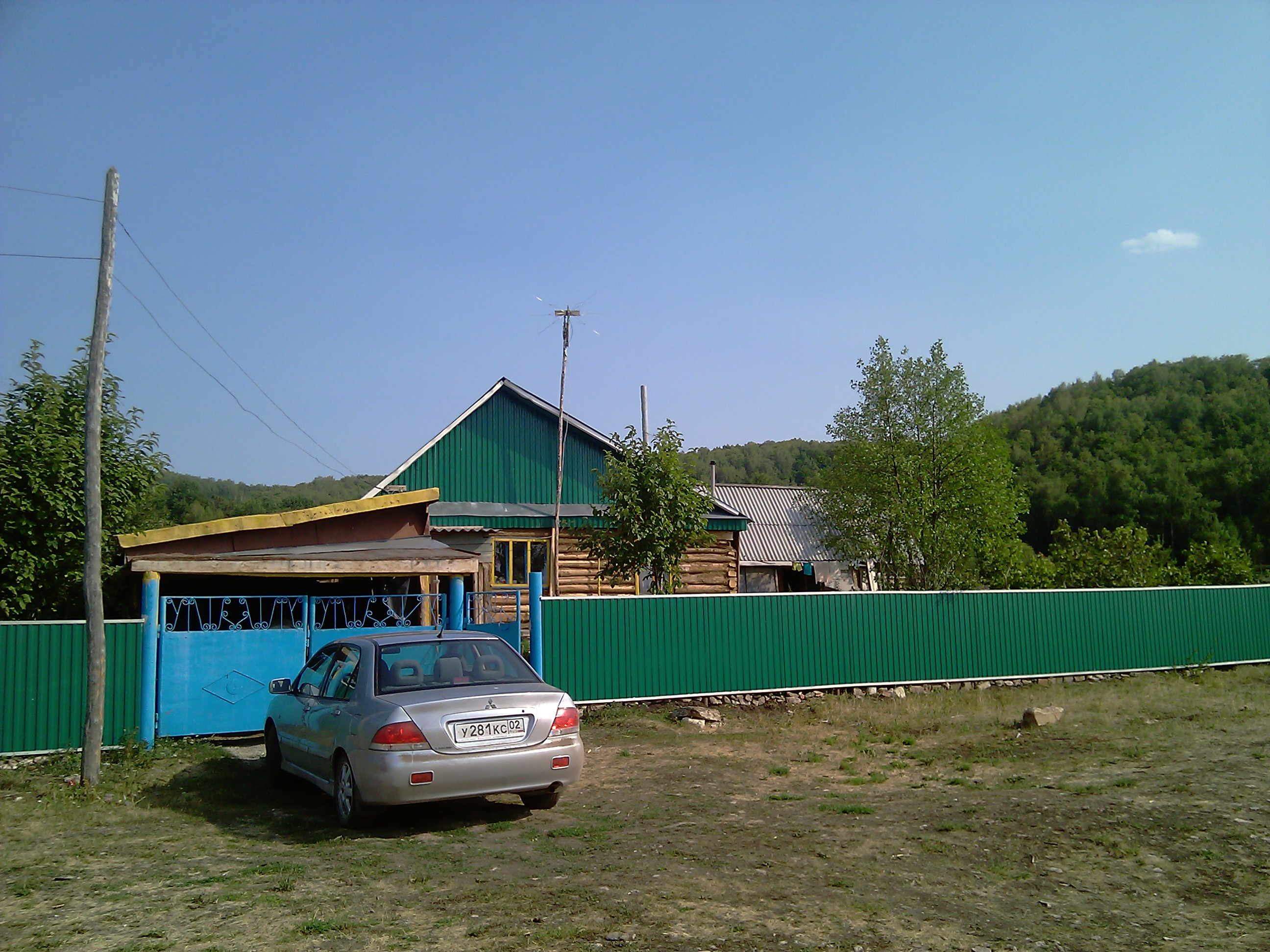
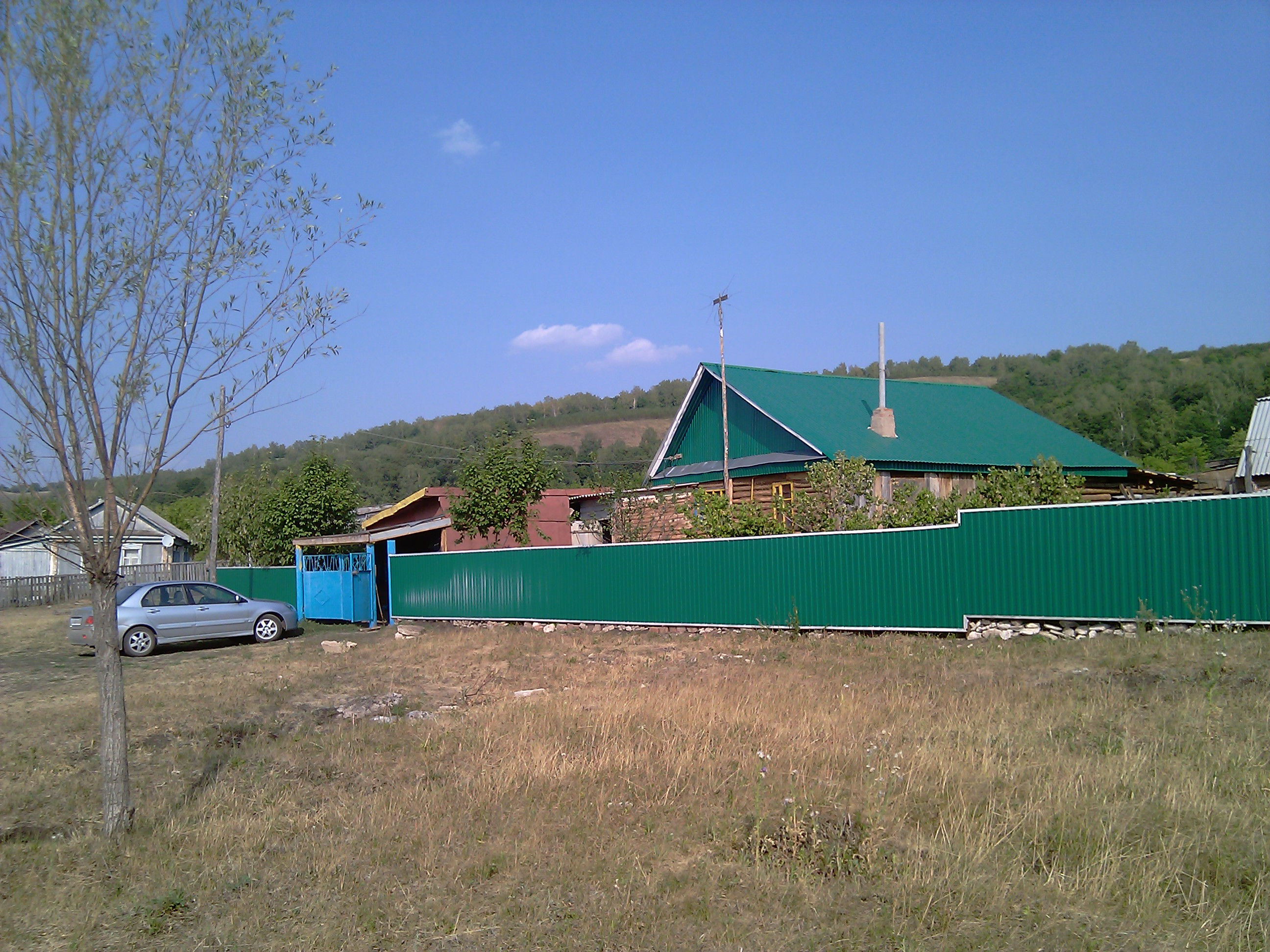